# Lawrence Pond (plaats)
Lawrence Pond is een plaats en voormalige gemeente in de Canadese provincie Newfoundland en Labrador. De plaats ligt op het eiland Newfoundland en maakt deel uit van de gemeente Conception Bay South.

## Geografie
Lawrence Pond heeft geen echte kern maar bestaat uit relatief verspreide bebouwing rondom de oevers van het gelijknamige meer. Dat meer bevindt zich in het zuidelijke deel van Conception Bay South, ten zuiden van de tot die gemeente behorende plaats Upper Gullies.
Alle woningen zijn gelegen aan Lawrence Pond Drive West en Lawrence Pond Drive East, twee straten die ieder langs een zijde van het langwerpige meer lopen. Enkel het zuidoostelijkste deel van de oever is onbebouwd. Een deel van de huizen doet dienst als vakantiewoning.
De plaats ligt net ten zuiden van de belangrijke verbindingsweg Peacekeepers Way (provinciale route 2). Lawrence Pond heeft een afrit op deze autoweg.

## Geschiedenis
Al sinds begin jaren 1950 waren er vakantiewoningen aan de oever van het meer. Geleidelijk aan gingen ook enkele huishoudens zich er permanent vestigen. De volkstelling van 1966 stelde een inwoneraantal van 11 vast. In 1970 kreeg het kleine gehucht een eigen gemeentebestuur.
In 1971 besloten acht dorpen aan de zuidoever van Conception Bay, waaronder de vlakbij gelegen plaatsen Upper Gullies en Seal Cove, samen een enkele gemeente te gaan vormen. De recent opgerichte gemeente Lawrence Pond weigerde echter om deel te gaan uitmaken van die nieuwe gemeente, die de naam Conception Bay South ging dragen.
In 1976 woonden er nog steeds maar 11 mensen, al was het inwoneraantal in 1981 gestegen naar 46. De gestaag groeiende plaats besloot in 1986 om dan toch te fuseren met buurgemeente Conception Bay South.
In juli 2022 werd de omgeving van de plaats getroffen door een bosbrand, al bleef de schade door de inzet van blusvliegtuigen beperkt tot de omliggende de natuur.